# Efecto Nernst
En física y química, el efecto Nernst (también conocido como primer efecto Nernst–Ettingshausen, en honor de Walther Nernst (1864–1941) y Albert von Ettingshausen (1850–1932)) es un fenómeno efecto termomagnético observado cuando una muestra que permite la conducción eléctrica se somete a un campo magnético y a un gradiente de temperatura normal al campo. En estas circunstancias, se inducirá un campo eléctrico normal a ambos.
Este efecto se mide a través del coeficiente de Nernst |N|, que se define como

{\displaystyle |N|={\frac {E_{y}/B_{z}}{dT/dx}},}

donde Ey es  la componente y del campo eléctrico que resulta de la componente z del campo magnético Bz y del gradiente de temperatura  dT/dx.
El proceso inverso se conoce como efecto Ettingshausen o como segundo efecto Nernst-Ettingshausen.
Ambos efectos fueron descubiertos en 1886 por Ettingshausen, entonces profesor en la Universidad de Graz y Nernst, entonces su estudiante de doctorado en Graz.

## Imagen física
Los portadores de energía móviles (por ejemplo, los electrones en la banda de conducción en un semiconductor) se moverán a lo largo de los gradientes de temperatura debido a la estadística y a la relación entre temperatura y energía cinética. Si existe un campo magnético transversal al gradiente de temperatura y los portadores están cargados eléctricamente, estos experimentarán una fuerza perpendicular a la dirección del movimiento (que es la misma que la dirección del gradiente de temperatura) y al campo magnético. Por esta razón se inducirá un campo eléctrico.

## Ejemplos
Los semiconductores presentan el efecto Nernst. Esto ha sido estudiado en los años 1950 por Krylova, Mochan y muchos otros. Sin embargo, en los metales, este fenómeno es prácticamente inexistente. El efecto aparece en la fase vortical de semiconductores tipo II debido al movimiento de los vórtices; esto ha sido estudiado por Huebener et al. Los superconductores a altas temperaturas presentan el efecto Nernst tanto en la fase superconductiva como en la fase de pseudobandas, de acuerdo a Xu et al. Los superconductores de fermiones pesados pueden presentar una fuerte señal del efecto Nernst, la cual posiblemente no se debe a los vórtices, como mostraron Bel et al.